# Saab
Pour les articles homonymes, voir Saab (homonymie).
Saab est le nom d'un constructeur du secteur de la défense aéronautique, maritime et terrestre suédois. Ce nom est l'acronyme de Svenska Aeroplan Aktiebolaget (qui peut se traduire par « Société par actions d'aéroplanes suédois »). Depuis 2010 ses activités s'étendent au domaine de la construction navale.
Saab AB et Saab Automobile AB sont, depuis la reprise de la division auto par GM en 1990, deux entreprises distinctes, mais à l'histoire commune. Le groupe exerce ses activités principales dans le domaine de l'aéronautique, de la défense et de la sécurité civile. Le logo au griffon couronné, utilisé sur les voitures depuis 1985, est celui du constructeur de poids lourds Scania, avec qui Saab avait créé le groupe Saab-Scania en 1968. Le Griffon étant lui-même l'emblème héraldique de la province de Scanie où se situe et d'où tire son nom Scania.
Saab AB se classait en 2023 au 33e rang mondial pour la production d'armement.

## Historique

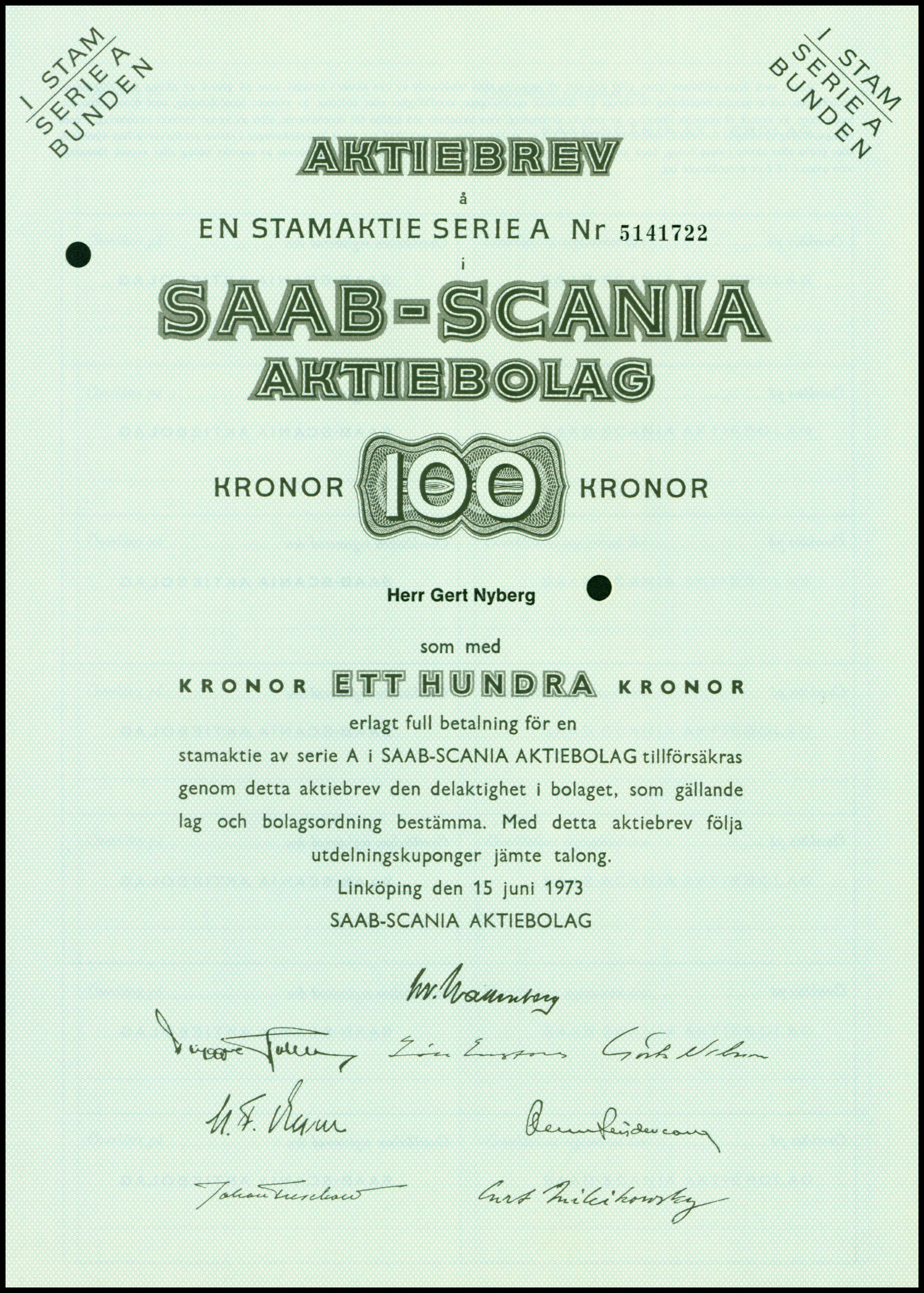
Action de la Saab-Scania AB datée du 15 juin 1973.

Saab est née le 2 avril 1937 à Trollhättan, de la volonté du gouvernement social démocrate de doter la Suède d'une industrie aéronautique capable, en cette période troublée, de défendre la neutralité du pays. Les capitaux sont apportés par la puissante famille d'industriels et financiers Wenner-Gren, dont Axel Wenner-Gren, fondateur d'Electrolux et actionnaire majoritaire de Bofors, détenait le constructeur de locomotives et moteurs d'avion Nydqvist & Holm Aktiebolaget (NOHAB), basée à Trollhättan. Il achète des terrains au nord de la ville, au bord du canal du fleuve Göta et y installe usine, hangars et terrain d'aviation. Il acquiert également le cabinet d'ingénierie Sparmans Flygverkstad de Stockholm, dont il envoie administratifs, ingénieurs et techniciens vers le nouveau site de Trollhättan.
Le concurrent direct d'alors est le suédois AB Svenska Järnvägsverkstädernas Aeroplanavdelning (ASJA), filiale de la compagnie ferroviaire ASJ, détenu par la puissante famille Wallenberg concurrente à Linköping. En effet, ASJA avait déjà négocié un accord avec Bofors en 1936, pour constituer un consortium à parts égales destiné à la construction aéronautique ; ce qui avait abouti à la naissance de la AB Förenade Flygverkstäder (AFF, « Ateliers Aéronautiques Réunis SA ») le 31 mars 1937, soit quelques semaines avant la naissance de Saab. Mais cette alliance imaginée par Marcus Wallenberg ne fonctionne pas, et quand la couronne suédoise passe un appel d'offres pour fournir à l'armée de l'air un nouveau bombardier léger, ASJA engage 45 coûteux ingénieurs américains et propose du tout métal face à un Saab qui présente encore un projet en bois et acier. La banque Enskilda de Stockholm, propriété Wallenberg, apporte alors financièrement son soutien à ASJA sous condition de fusion avec Saab. Axel Wenner-gren vend alors ses actions Nohab à contrecœur, et Saab fusionne avec ASJA en 1939 pour devenir Saab AB. Siège et bureaux d'études sont déplacés à Linköping, et les ateliers à Trollhättan. La division moteur changera de nom pour devenir Svenska Flygmotor AB, qui sera finalement vendue à Volvo.

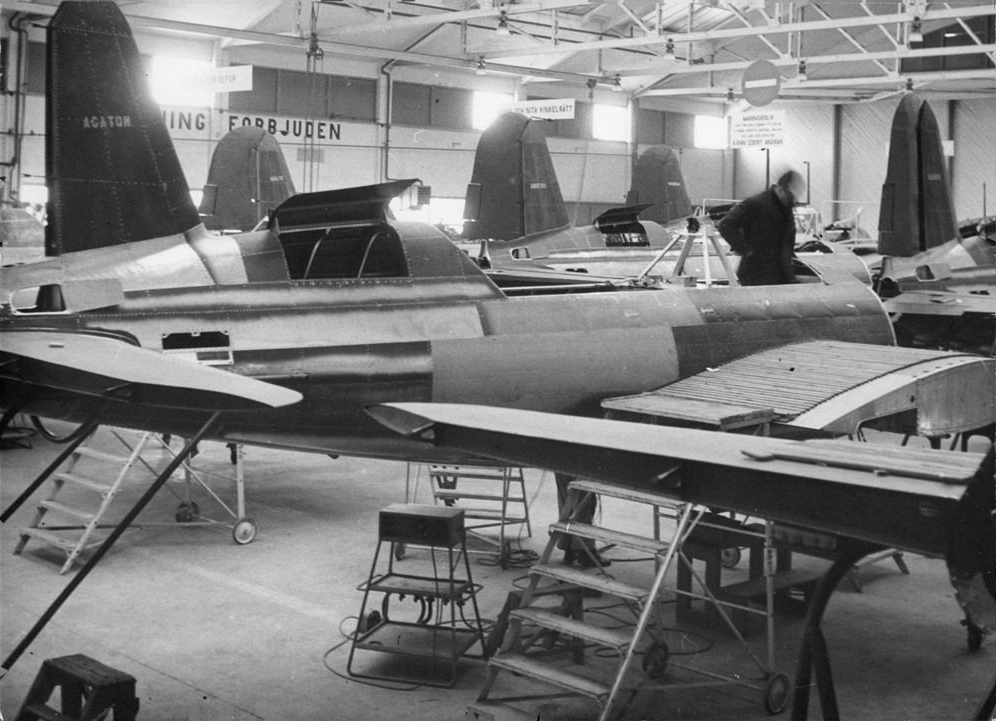
Hall d'assemblage des bombardiers légers Saab 17 en 1944 à Trollhättan.

L'activité démarre par l'assemblage sous licence d'avions américains et allemands, dans un souci de respect de la neutralité. Puis elle décolle avec la création du premier avion de conception entièrement suédoise, le B 17 en 1940, suivi du B 18 qui inspirera dans les années 1960 le logo des modèles automobiles de la marque. Un chasseur à hélice arrière pourvu du premier siège éjectable suivra. Mais le retour à la paix, et les incertitudes qui pèsent sur l'avenir de l'aéronautique, vont conduire les dirigeants de l'entreprise à diversifier leur activité. Les automobiles Saab vont naître de la nécessité de ce redéploiement industriel dès la fin des années 1947, tandis que le pôle aéronautique inaugurera son premier avion à réaction avec le Tunnan, bientôt épaulé par le Lansen. Un successeur marquant un saut technologique apparaît rapidement dès les années 1950 avec le Draken, mis en service en 1960 et déjà capable d'effectuer la manœuvre du cobra bien avant le Soukhoi 27 russe. Suivront le Viggen en 1971 et le Gripen dans les années 1990. Parallèlement Saab développera aussi des avions de ligne, dans une moindre mesure, avec le Scandia dans les années 1940, puis les Saab 340 et 2000 dès les années 1980.
Le groupe Saab Technologies, totalement séparé de Saab Automobile depuis 1990, propose en plus de son savoir-faire aéronautique, des activités de développement dans les secteurs de la défense militaire, de la sécurité civile, et de la communication. Animé de plus de 13 200 employés en 2010, le groupe est fortement impliqué dans des projets européens ainsi qu'en Afrique du Sud, aux États-Unis et en Australie. La recherche et développement occupe 20 % de son activité.
La diversification des compétences continue dans les années soixante avec la création de divisions d'ingénierie spécialisées dans l'informatique, Datasaab, l'industrie spatiale et le missile. En 2000, Saab fait l'acquisition du groupe de défense Celsius qui comprenait entre autres Bofors, spécialiste suédois des canons depuis le XIXe siècle, pour devenir actuellement la première entreprise scandinave du secteur de la défense. Le 29 juin 2011 Saab AB signe l'acquisition de l'américain Sensis Corporation pour 150 millions de dollars, spécialisé dans les radars, qui devient Saab Sensis, et marque son implantation dans le marché nord américain. Marc Viggiano en sera nommé président dès août 2011. La même année, le groupe entre au capital majoritaire du Tchèque E-COM, spécialisé dans la simulation et la modélisation virtuelle du combat, puis ouvre le cabinet d'expertise ingénieriale Combitech à Trollhättan, avec pas moins de 200 ingénieurs.
Entre autres produits, le groupe a développé le drone Skeldar V-150, les radars de défense aérienne HARD et Giraffe, le système aérien de surveillance large zone CARACAS, le système de gestion des combats 9LV Mk4, un système intégré de contrôle du trafic aérien i-acs, le système CEROS 200 repérant des cibles et engageant le combat en contrôlant divers systèmes d'arme, le Trackfire RWS qui cible, vise, traite la balistique automatiquement, ainsi qu'une unité de commandement portative WCU intégrant un GPS, avec visualisation en temps réel du théâtre d'opération.
En juin 2014, ThyssenKrupp vend le chantier naval suédois Kockums dédié aux sous-marins à Saab pour 50 millions d'euros. La nouvelle entité est nommée Saab Kockums. Étendu sur quatre sites, Malmö, Karlskrona, Muskö et Singapour, le chantier avait déjà accueilli la collaboration de Saab AB en 2010 pour le développement de deux sous-marins de nouvelle génération Classe Blekinge de la gamme A26.
Depuis 2015, l'armée émirienne avait reçu son premier contrat d'avion GlobalEye au printemps 2020, alors que la crise des coronavirus commençait à envahir le monde. Le 4 janvier 2021, la Suède Saab et les Émirats arabes unis ont conclu un accord d'un milliard de dollars pour deux autres avions espions GlobalEye.
En 2016, Saab ouvre son bureau français à Paris.

## Principaux actionnaires
Au 22 décembre 2019:
| Investor AB                       | 28,9 % |
| Wallenberg (famille)              | 8,98 % |
| Första AP-fonden                  | 6,51 % |
| Swedbank Robur Fonder             | 4,62 % |
| AFA Sjukförsäkringsaktiebolag     | 3,17 % |
| SEB Investment Management         | 3,02 % |
| Norges Bank Investment Management | 2,66 % |
| Skandia Investment Management     | 2,56 % |
| Saab                              | 2,06 % |
| The Vanguard Group                | 2,02 % |

## Activités
Saab Technologies, dirigé par Håkan Buskhe et un conseil d'administration de 10 membres élus, a réorganisé son activité depuis 2011, pour proposer 6 pôles d'activité :
| Pôle                             | Domaine | Effectif (2017) | Exécutif (2017)   | Chiffre d'affaires 2017 (MSEK) |
| -------------------------------- | --- | --------------- | ----------------- | ------------------------------ |
| Aeronautics                      | Développe les avions de chasse et les drones. | 3 073           | Jonas Hjelm       | 7,267                          |
| Dynamics                         | Développe des outils pour la Défense et la Sécurité Civile ; missiles, canons, systèmes de visée et d'identification, véhicules sans pilote, capteurs, submersibles téléguidés, cartographie 3D, camouflage. | 2 143           | Görgen Johansson  | 5,267                          |
| Surveillance                     | Toute l'électronique pour la surveillance, détection, localisation, avionique, plate-forme de défense, poursuite, contrôle du trafic aérien…                                                                 | 4 198           | Anders Carp       | 8,015                          |
| Support and Services             | Maintenance, assistance technique et logistique, installations, gestion du transport aérien régional… | 2 043           | Ellen Molin       | 6,201                          |
| Industrial Products and Services | Expertise en ingénierie et technique. Depuis janvier 2015 regroupe les unités Combitech, Aerostructures, Avionics Systems et Vricon.                                                                         | 2 713           | Jessica Öberg     | 4,022                          |
| Kockums                          | Expertise en ingénierie sous-marine ; développement de sous-marins, de solutions de combat de surface et de sauvetage sous-marin.                                                                            | 1 115           | Gunnar Wieslander | 2,712                          |

## Produits aéronautiques

### Avions militaires
À quelques exceptions près, les avions militaires produits par Saab sont innovants sur le plan aérodynamique et considérés comme économiques et performants. Le dernier-né, le Gripen (Griffon en Suède), fut le premier avion de combat polyvalent de quatrième génération à entrer en service. Ses concurrents européens sont le Rafale et l'Eurofighter.

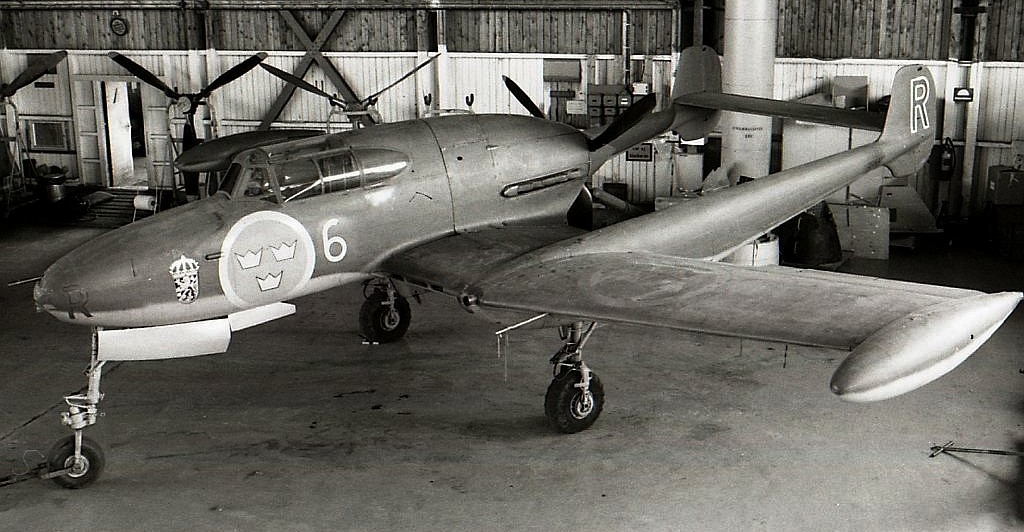
Un Saab J 21A-3 des années 1940.

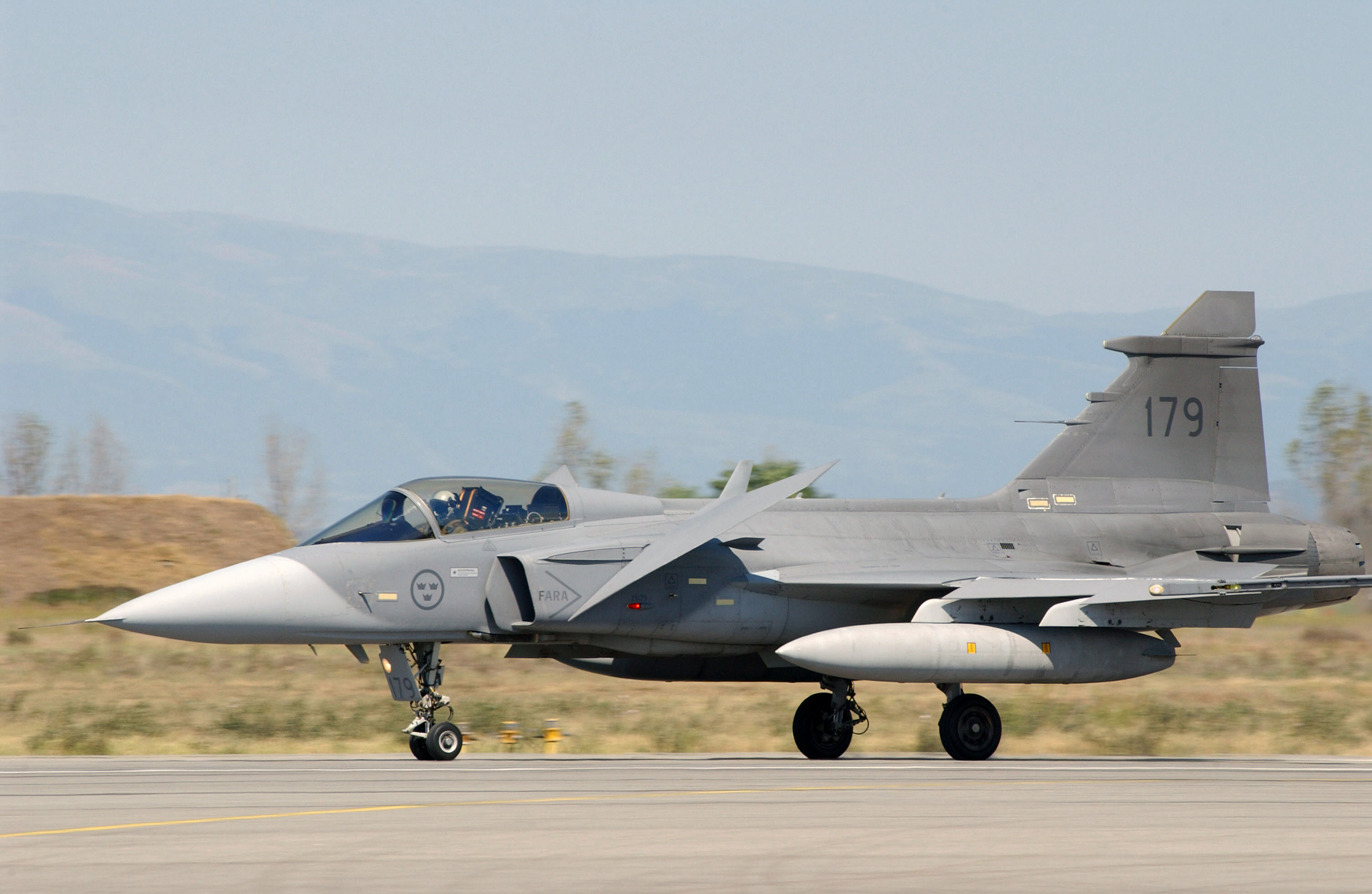
Saab JAS 39 Gripen des années 1990.

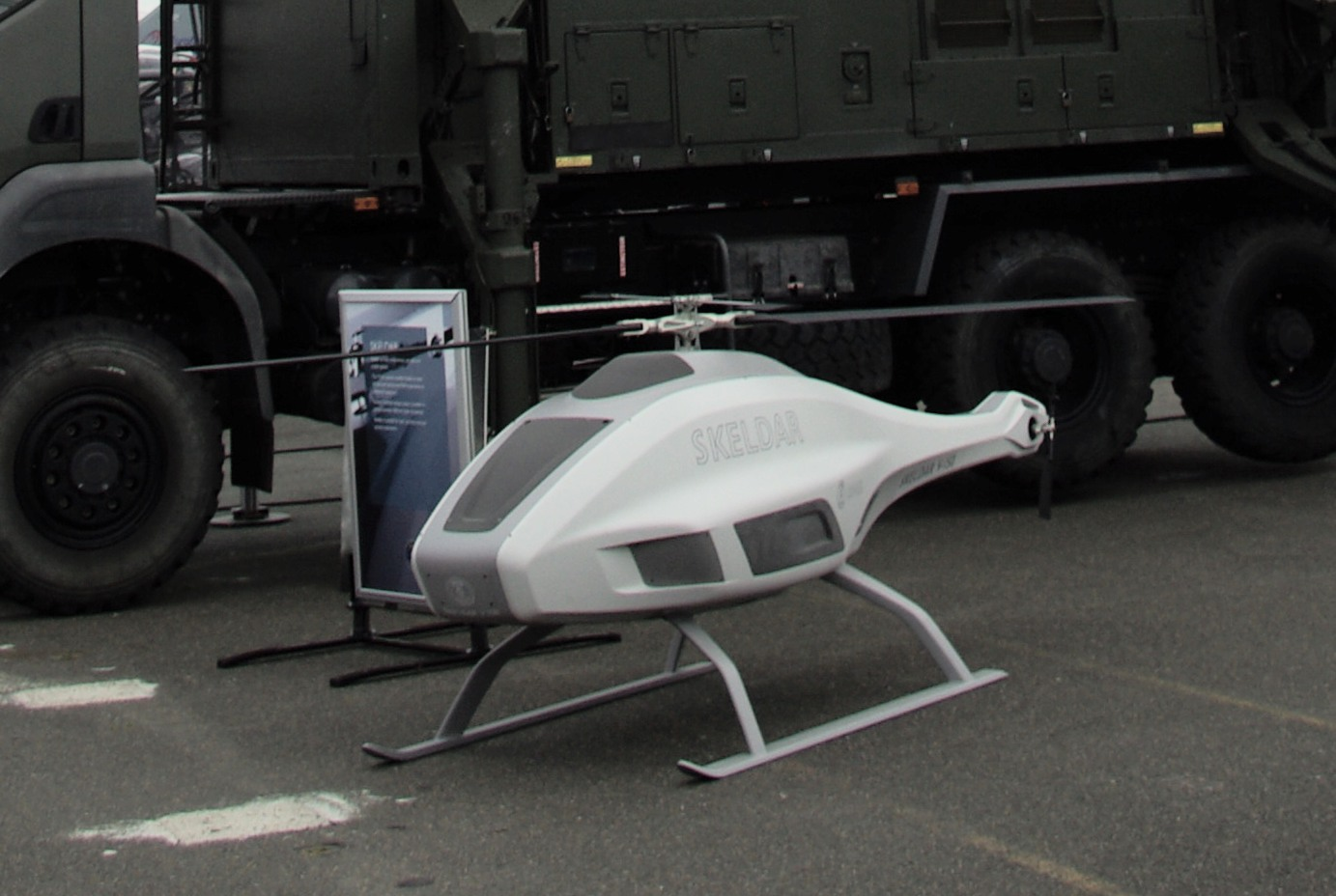
Le drone Skeldar développé par Saab Aerosystems.

- Saab B3 (Junkers Ju 86K13 produits sous licence)
- Saab B5 (Northrop 8A produits sous licence)
- Saab Sk 14 (North American NA-16-4M construits sous licence)
- Saab 17
- Saab 18
- Saab J-21
- Saab MFI-17 Supporter (Mushshak pakistanais, T-17 danois)
- Saab 105
- Saab J 29 Tunnan
- Saab 32 Lansen
- Saab 210
- Saab 35 Draken
- Saab 37 Viggen
- Saab JAS 39 Gripen
- Saab GlobalEye

Saab est engagé dans le programme du drone européen de combat nEUROn, dont le maître-d'œuvre est le Français Dassault Aviation.

### Avions civils
- Saab 90 Scandia (1944 - 1954)
- Saab 91 Safir
- Saab MFI-15 Safari
- Saab 340
- Saab 2000

### Drones
- Skeldar
- nEUROn (participation au projet)

## Produits navals
Avec sa filiale Saab Kockums, le groupe est maître-d'œuvre depuis 2010 des sous-marin de la Classe Blekinge de type A26, chargé de remplacer en 2022 [difficultés de production : report à 2031 ou 2035] les anciens Västergötland . Cette nouvelle génération s'ajoute aux Kockums classe Collins, Södermanland et Gotland. L'entreprise développe aussi des solutions navales militaires de surface, comme la corvette Visby ou le navire sans pilote anti-mine SAM3.
Avec Saab Seaeye, filiale du pôle Saab Underwater Systems AB, le groupe propose de petits submersibles électriques d'exploration, télécommandés, à destination de l'industrie gazière et pétrolière offshore. La gamme est conçue pour des profondeurs maximales allant de 300 mètres (Falcon) à 6 000 mètres (Jaguar).
Parallèlement Saab développe des systèmes d'armes maritimes comme les dispositifs de poursuite et de visée CEROS 200 ou EOS 500, des canons robotisés multiplateformes, des torpilles lourdes ou légères et le missile sol/sol RBS15 longue portée.

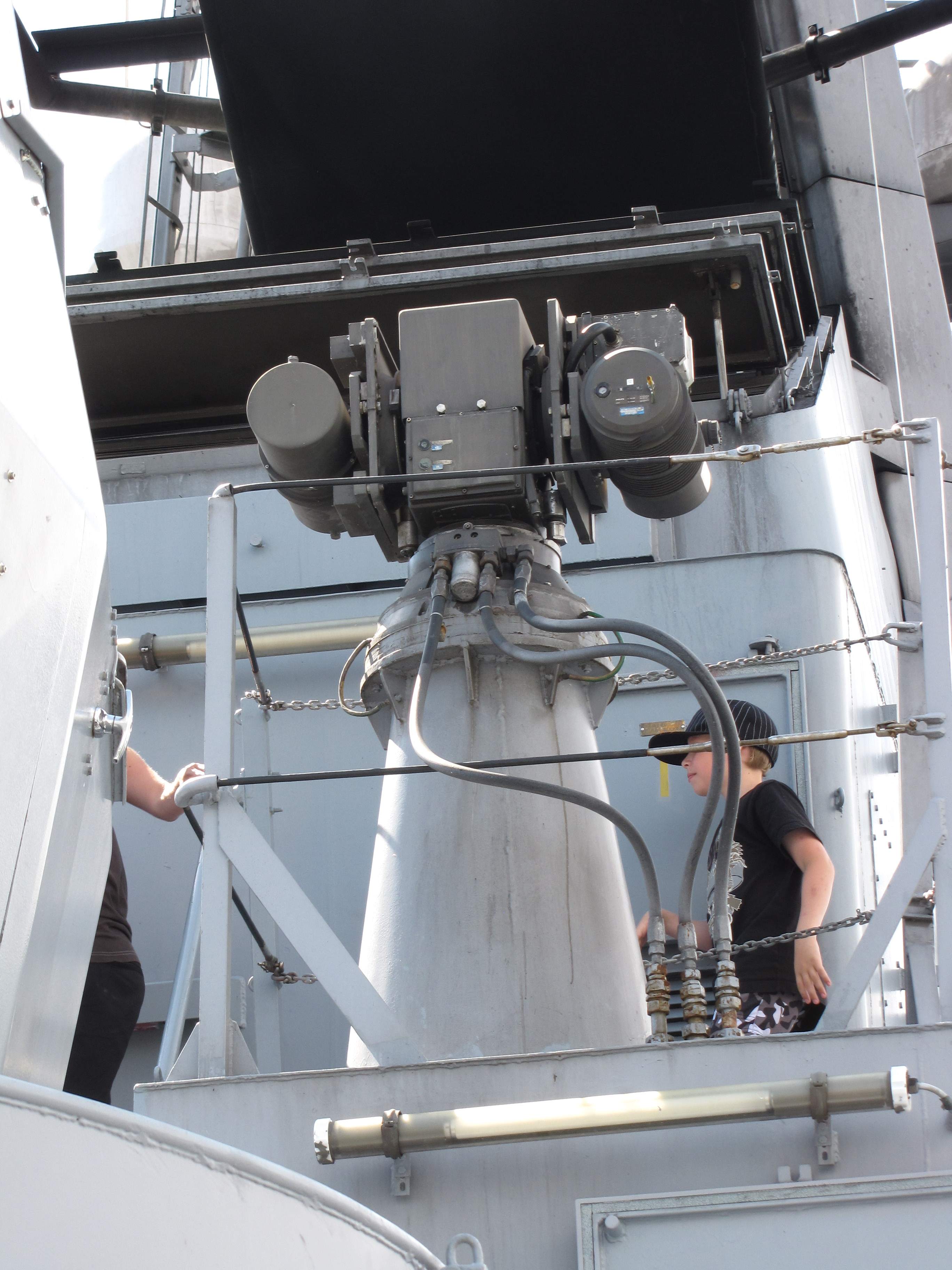
Dispositif de poursuite EOS-400.

En mars 2017 Saab signe un accord de développement avec la Défense de la couronne suédoise, pour la conception du missile antinavire de nouvelle génération sur plate-forme maritime et Gripen E.

## Armes
- Carl-Gustaf : canon sans recul portatif.
- AT4 : gamme de lance-roquettes portatifs anti-blindages.
- Bill 2 : missile guidé anti-tank portatif.
- BAMSE : système mobile de défense aérienne.

## Surveillance et commandement
- Radars Giraffe : la gamme de radars mobiles Giraffe (1X, AMB, 4A et 8A) s'appuie sur un radar à antenne active en bande X (1X), S (4A et 8A) et C (AMB) installés sur véhicules terrestres ou marins.
- Arthur : détecteur de tir à antenne passive en bande C, monté sur un véhicule chenillé.
- Erieye AEW&C : système de surveillance électronique à radar bande S, monté sur Saab 2000, compatible système C4I.
- Swordfish : système de surveillance maritime monté sur avion Bombardier Global 6000 ou Q400.
- GlobalEye : système de surveillance air/terre/mer installé sur un Bombardier Global 6000, il combine l'Erieye à antenne active à un radar de surveillance maritime et de surveillance terrestre.
- Radar PS-05/A : radar en bande X à antenne passive développé pour le Gripen depuis 1992.
- 9LAND C2 : système numérique de commandement mobile (intégration des informations de terrain…).